# Грант, Джеймс Хоуп
Джеймс Хоуп Грант (англ. James Hope Grant; 22 июля 1808 — 7 марта 1875, Лондон) — британский генерал, прославившийся участием в «малых войнах» Британской империи XIX века. Был 5-м сыном Фрэнсиса Гранта из Килгрэстона, что в шотландском графстве Пертшир; его старшим братом был сэр Фрэнсис Грант, президент Королевской академии художеств.

## Биография
В 1826 году Джеймс Грант вступил в армию в качестве корнета 9-го уланского полка, в 1828 году стал лейтенантом, в 1835 году — капитаном.
В 1842 году в ранге бригад-майора участвовал в Первой Опиумной войне и отличился при взятии Чжэньцзяна, за что был удостоен звания майора и стал Кавалером Ордена Бани.
Во время англо-сикхской войны 1845—1846 годов Джеймс Грант принял участие в сражении при Собраоне.
Во время Пенджабской кампании 1845—1849 годов он командовал 9-м уланским полком и заработал репутацию в битвах под Чиллианвалой и Гуджаратом. Это способствовало получению им звания подполковника.
В 1854 году Джеймс Грант стал полковником, а в 1856 году — бригадиром кавалерии. Он сыграл важную роль в подавлении восстания сипаев, некоторое время командуя в 1857 году кавалерийской дивизией, а впоследствии — мобильной пехотно-кавалерийской группой. После участия в осаде Дели он повёл кавалерию и конную артиллерию на Канпур, чтобы установить связь с силами главнокомандующего Колина Кэмпбелла. Кэмпбелл произвёл его в бригадные генералы и отдал под его командование все британские силы для проведения операций против Канпура и Лакхнау. За успешные действия Грант был произведён в генерал-майоры, после чего командовал окончательным умиротворением Индии. За свои действия он стал Рыцарем Командором Ордена Бани.
В 1859 году, получив временное звание генерал-лейтенанта, Джеймс Грант был назначен командующим британскими силами в Гонконге и Китае, чтобы совместно с французами провести решающие операции против Китая. Под его командованием поставленные задачи были выполнены в течение трёх месяцев: он взял форты Дагу, пробился к Пекину и вынудил китайское правительство подписать мир на английских условиях.
За свои успехи Джеймс Хоуп был удостоен благодарности Парламента и был произведён в Рыцари Большого Креста Ордена Бани.
В 1861 году он получил постоянное звание генерал-лейтенанта и был назначен главнокомандующим британской армии в Мадрасе.
По возвращении в Англию в 1865 году он стал генерал-квартирмейстером вооружённых сил (третий по значимости пост в Военном комитете), а в 1870 году был назначен командующим Олдершотским командованием. На этом посту он сыграл ведущую роль в реформировании британской армии по итогам франко-прусской войны; именно по его настоянию в британской армии были введены ежегодные военные манёвры. В 1872 году Джеймс Грант получил звание генерала. 
Джеймс Хоуп Грант умер 7 марта 1875 года в городе Лондоне.